# یودایپورواتی
یودایپورواتی (به انگلیسی: Udaipurwati) یک زیستگاه انسانی در هند است که در Jhunjhunu district واقع شده‌است.

## خصوصیات
یودایپورواتی ۲۹٬۲۳۶ نفر جمعیت دارد.